# Дячкін Петро Акимович
Петро Акимович Дячкін (22 жовтня 1924, Вовчий Яр Краснолиманський району, Донецька область, Українська РСР, СРСР — 31 липня 1985, Ярова, Краснолиманський район, Донецька область, Українська РСР, СРСР) — український радянський військовик, повний кавалер Ордену Слави, учасник Німецько-радянської війни, автоматник стрілецької роти 172-го гвардійського стрілецького полку, гвардії старшина.

## Життєпис
Народився 22 жовтня 1922 в селі Вовчий Яр Краснолиманського району Донецької області в сім'ї селянина.
У 1940 закінчив 7 класів, потім курси механізаторів. Працював трактористом у колгоспі.
У Червоній армії з 1943. На фронті – з лютого 1943. Особливо відзначився у боях за визволення України, Польщі та під час штурму Берліна.
Автоматник 172-го гвардійського стрілецького полку (57-а гвардійська стрілецька дивізія, 8-а гвардійська армія, 3-й Український фронт) гвардії рядовий П. А. Дячкін у боях за Одесу з 3 по 10 квітня 1944 вивів з ладу близько 10 і взяв у полон 3 солдатів супротивника.
22 квітня 1944 нагороджений Орденом Слави 3-го ступеня.
31 січня 1945 в бою за населений пункт Нойєндорф (нині Нова Весь, Польща) знищив 7 гітлерівців.
3 лютого 1945 в передовій групі на підручних засобах подолав річку Одер у населеного пункту Ней-Маншов (3 км на південний захід від міста Кіц, Німеччина), разом із бійцями атакував супротивника, убив 4 ворожих солдатів, одного взяв у полон.
17 лютого 1945 нагороджений Орденом Слави 2-го ступеня.
23 квітня 1945 серед перших подолав річку Шпрее на захід від Берліна (Німеччина), увірвався в траншею супротивника, знищив 7 гітлерівців. У вуличному бою в Берліні 27 квітня 1945 вогнем з автомата знищив 4 солдатів супротивника, гранатами придушив кулемет, розчистивши шлях для наступу стрільцям.
15 травня 1946 нагороджений Орденом Слави 1-го ступеня.
Після демобілізації в 1946 повернувся на Батьківщину. Працював трактористом.
З 1965 — у відставці.
Помер 31 липня 1985. Похований у селищі Ярова Краснолиманського району Донецької області, Україна.

## Нагороди
- Орден Вітчизняної війни І ступеня. Указ Президії Верховної Ради СРСР від 11 березня 1985.
- Орден Слави І ступеня (№ 1205). Указ Президії Верховної Ради СРСР від 15 травня 1946.
- Орден Слави II ступеня (№ 25448). Наказ Військової ради 8 гвардійської армії № 483/н від 17 лютого 1945.
- Орден Слави III ступеня (№44659). Наказ командира 57 гвардійської стрілецької дивізії №052 від 22 квітня 1944.
- Медаль «За відвагу». Наказ командира 172 гвардійського стрілецького полку № 034/н від 28 січня 1944.
- Медаль «За перемогу над Німеччиною у Великій Вітчизняній війні 1941—1945 рр.» . Указ Президії Верховної Ради СРСР від 9 травня 1945.
- Медаль «За взяття Берліна». Указ Президії Верховної Ради СРСР від 9 червня 1945.
- Інші медалі СРСР.

## Пам'ять
- Почесний громадянин міста Горлівка Донецької області, Україна [1] .